# 中华苏维埃共和国宪法大纲
《中華蘇維埃共和國憲法大綱》是中華蘇維埃共和國的宪法大纲，全文17條，1931年11月7日中華蘇維埃第一次全国代表大会通过，1934年1月中華蘇維埃第二次全国代表大会修改通过，共十七条。该宪法大纲存在的缺陷有内容不够完备，体例不够健全，照搬苏联宪法模式。

## 内容
《宪法大纲》提出保证工农民主专政，禁止反革命宣传和活动及剥削者的政治自由，以消灭一切封建残余，赶走帝国主义列强在华势力，统一中国，有系统的限制资本主义的发展，进行苏维埃的经济建设，提高无产阶级的团结力与觉悟程度，团结广大贫农群众在他的周围，同中农巩固的联合，以转变到无产阶级的专政为目的。在政治权益上主张，军阀、官僚、地主豪绅、资本家、富农、僧侣及一切剥削人的人及反革命分子，没有选举代表、参加政权和政治上自由的权利。承认婚姻自由，实行各种保护妇女的措施。选举上，给予无产阶级以特别的权利，增加无产阶级代表的比例名额。经济上，保障工农利益，限制资本主义的发展，更使劳动群众脱离资本主义的剥削，走向社会主义制度；主张没收一切地主阶级的土地，分配给雇农、贫农、中农，并以实现土地国有。政策上，取消一切反革命统治时代的苛捐杂税，征收统一的累进税，严厉禁止一切中外资本主义者破坏阴谋，采取有利于工农群众、并为工农群众了解的走向社会主义去的经济政策。民族权益上，提出中华苏维埃政权承认中国境内少数民族的民族自决权，一直承认到各弱小民族有同中国脱离、自己成立独立国家的权利。蒙古、回、藏、苗、黎、高丽人等，凡是居住在中国的地域的，他们有完全自决权：加入或脱离中国苏维埃联邦，或建立自己的自治区域。中国苏维埃政权在现在要努力帮助这些弱小民族脱离帝国主义、国民党军阀、王公、喇嘛、土司的压迫统治，而得到完全自主。苏维埃政权更要在这些民族中发展他们自己的民族文化和民族言语。在外交上，不承认帝国主义在华的政治上、经济上的一切特权，宣布一切与反革命政府订立的不平等条约无效，否认反革命政府的一切外债。

## 基本任务
《宪法大纲》代表着中华苏维埃共和国在中国所要实现的基本任务，主要有：
- 保证苏维埃区域工农民主专政的政权和达到他在全中国的胜利。
- 中华苏维埃政权所建设的是工人和农民的民主专政的国家。
- 所有工人、农民、红色战士及一切劳苦民众都有权选派代表掌握政权的管理。
- 工农、红色战士及一切劳苦民众和他们的家属等为苏维埃共和国的公民。
- 制定劳动法，宣布八小时工作制，规定最低限度的工资标准，创立社会保险制度与国家的失业津贴。
- 实现土地国有。
- 推翻与外国帝国主义签订的不平等条约。
- 极力发展和保障工农革命在中国胜利，参加革命战争的权利只属于工农劳苦民众。
- 保证工农劳苦民众有言论、出版、集会结社的自由。
- 保证工农劳苦民众有真正的信教自由，实行绝对政教分离原则。
- 保证彻底的实行妇女解放，承认婚姻自由，实行各种保护妇女的办法。
- 保证工农劳苦民众有受教育的权利，施行完全免费的普及教育。
- 承认中国境内少数民族的民族自决权，一直承認到各弱小民族有同中國脫離、自己成立獨立的國家的權利。蒙古、回、藏、苗、黎、高麗人等，凡是居住在中國的地域的，他們有完全自決權；加入或脫離中國蘇維埃聯邦，或建立自己的自治區域。中國蘇維埃政權在現在要努力幫助這些弱小民族脫離帝國主義、國民黨軍閥、王公、喇嘛、土司的壓迫統治，而得到完全自主。蘇維埃政權，更要在這些民族中發展他們自己的民族文化和民族言語。
- 中華蘇維埃政權對於凡因革命行動而受到反動統治迫害的中國民族以及世界的革命戰士給予托庇於蘇維埃區域的權利，並幫助和領導他們重新恢復鬥爭的力量，一直達到革命的勝利。
- 苏联是中华苏维埃共和国的巩固的联盟者。